# Нґанеко Мінхіннік
Дама Нґанеко Кайхау Мінхіннік (15 серпня 1939 — 15 червня 2017) — лідерка новозеландських маорі.

## Біографія
Нґанеко народжена 15 серпня 1939 року. За походженням вона належить до спільноти Нґаті Те Ата. Дівчинка виросла у Вайуку і була однією із 15 дітей. З раннього дитинства люди її обрали майбутньою лідеркою. Вже з 11 років вона відвідувала слухання земельного суду маорі, а коли їй було 19 років, вона стала каїтакі Тахуна Марае. За свого чоловіка Ідена Мінхініка вона вийшла заміж, коли їй було 16.
У 1970 році Новозеландської Ради маорі Нґанеко була названа молодою жінкою року, визнавши її участь у справах громади як мирової судді, перекладачки мови маорі та викладачки мови маорі на вечірніх заняттях.
У 1985 році Нґанеко була однією із керівниць позову до Трибуналу Вайтангі щодо забруднення гавані Манукау. Доповідь трибуналу та подальші подання Нґанеко до уряду були факторами в розробці Закону про управління ресурсами 1991 року. У 1988 році вона представляла свою іві в Раді ООН з прав людини і запросила спеціального доповідача Організації Об'єднаних Націй до Тахуна Марае. Також вона була членом регіональної ради Окленда.
У 2013 році в честь Дня народження королеви Мінхіннік була призначена дамою-компаньйоном Новозеландського ордена «За заслуги» за активність перед маорі та збереження природи. Її інвеститура відбулася 5 вересня 2013 року в Будинку уряду у Веллінгтоні.
Нґанеко померла 15 червня 2017 року, і її тангіханга (традиційний похоронний обряд маорі) відбувся в Тахуна Марае.